# ミヒェルシュタット
ミヒェルシュタット (ドイツ語: Michelstadt, ドイツ語発音: [ˈmɪçl̩ʃtat]) はドイツ連邦共和国ヘッセン州オーデンヴァルト郡に属す市。ダルムシュタットとハイデルベルクの中間に当たる同州南部のオーデンヴァルト内に位置する。

## 地理
ミヒェルシュタットはオーデンヴァルト郡で最も大きな街であり、郡庁所在地のエアバッハと直接境を接している。

### 隣接する市町村
ミヒェルシュタットは、北はブロムバッハタール、バート・ケーニヒ、リュッツェルバッハ（以上、オーデンヴァルト郡）、東はクリンゲンベルク、ラウデンバッハ、クラインホイバッハ、ミルテンベルク、ヴァイルバッハ、アモールバッハ、キルヒツェル（以上7市町村はバイエルン州ミルテンベルク郡）、南はエアバッハ、西はモッサウタール、ライヒェルスハイムと境を接している。

### 市の構成
ミヒェルシュタット市は以下の市区からなる。
- ミヒェルシュタット区
- レーバッハ区
- シュタインバッハ区
- シュタインブーフ区
- シュトックハイム区
- フィールブロン区
- ヴァイテン＝ゲゼス区
- ヴュルツベルク区

## 歴史
ミヒェルシュタットは、741年にフランク王国の宮宰でカール大帝の伯父にあたるカールマンによって初めて文献上に記録された。
ミヒェルシュタットはオーデンヴァルト内で最も古い入植地の一つに数えられる。その城は、フランク王国時代の館にその源をもつ。これは近隣の住民達の避難所として設けられたものである。741年にフランク王国の王領としてカールマン侯はこの地域をボニファティウスの弟子で初代ヴュルツブルク司教に就任したブルカルトに授けた。この贈与はおそらく1代限りのものであったと推測され、その後 "Michelnstat" 地域は、791年にブルカルトが亡くなるとフランク王に返還されている。

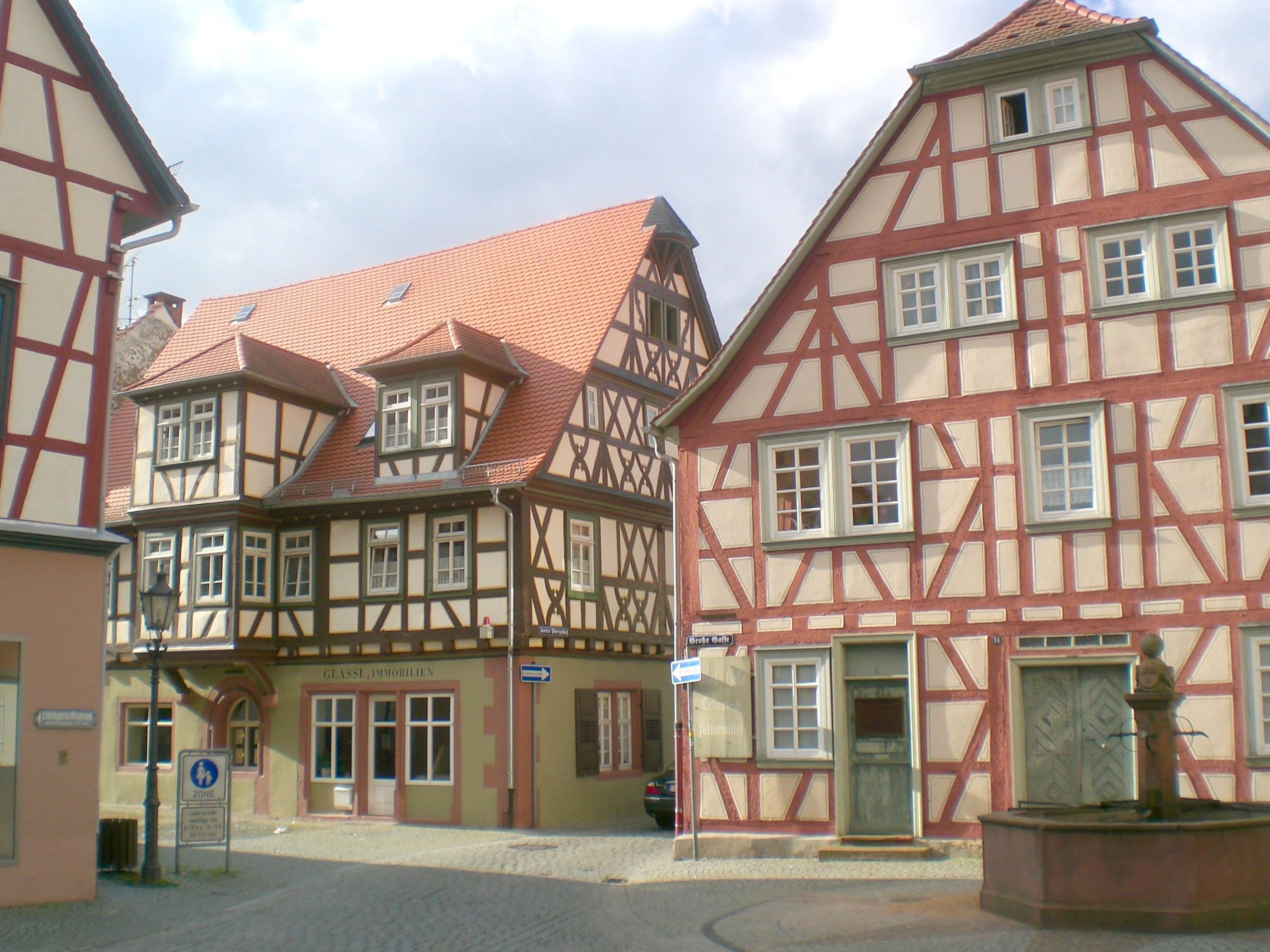
木組み建築が建ち並ぶミヒェルシュタット市内

815年に "Michlinstat" 一帯は改めて贈与された。アインハルトのカール大帝の宮廷における腹心の部下としての大きな功績が認められ、カール大帝の息子であるルートヴィヒ敬虔王から首邑とその周辺2リューゲン（約15km）の所領が与えられた。このアインハルトが、アインハルト・バジリカの建設者である。彼は819年にオーデンヴァルトの所領をロルシュ修道院に遺贈することを決めた。この際に、精確なミヒェルシュタット支配地の範囲が記録された。840年3月14日、アインハルトの死去により修道院はこの遺産を受け継いだ。

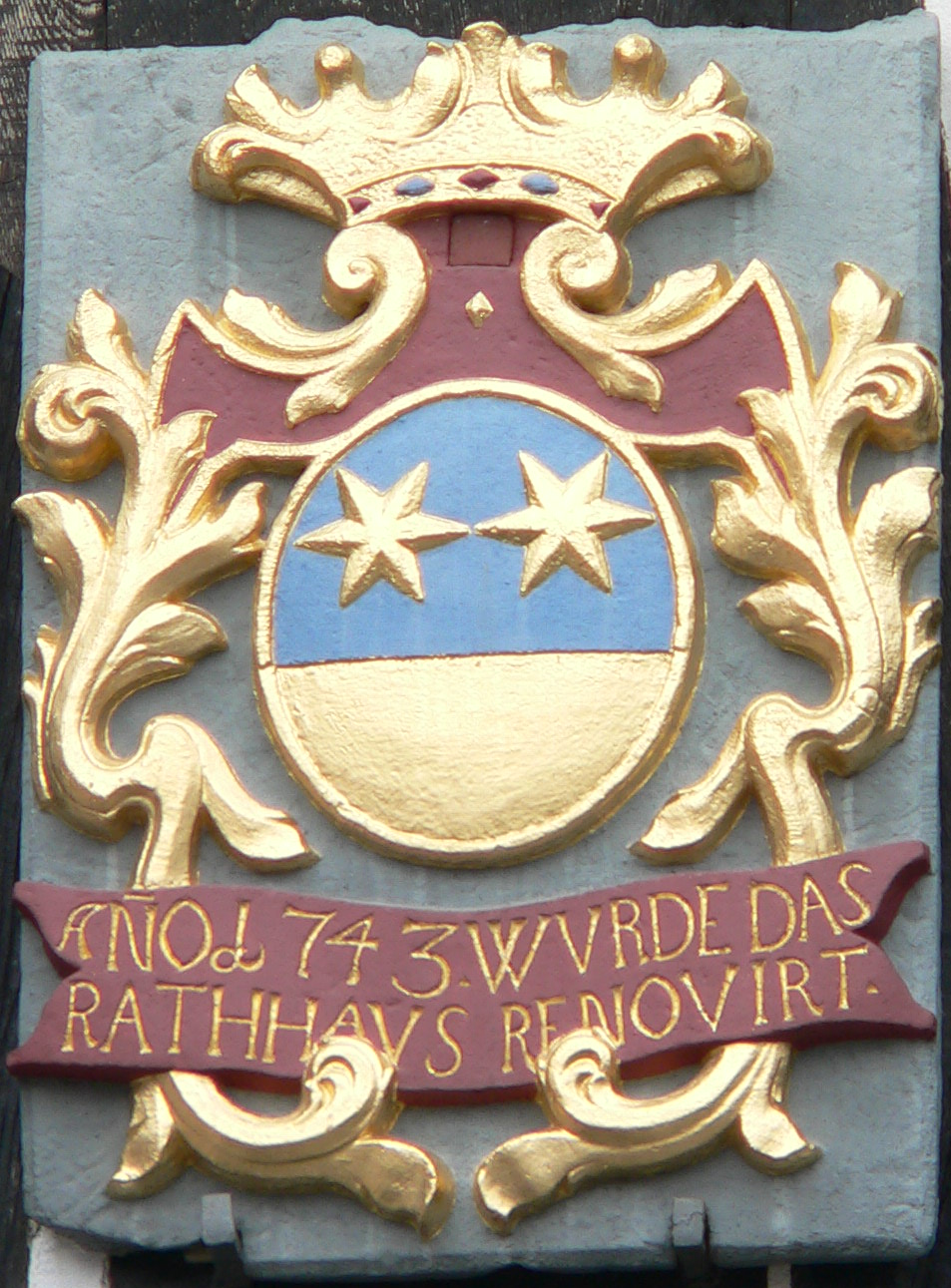
市庁舎に掲げられた古い紋章

17世紀に、市壁の外側に初めて家屋が建設された。1773年には第三の門としてノイトーア（新しい門）が設けられた。19世紀にはいると門の塔は次々に取り壊されていった。
1806年にミヒェルシュタットはヘッセン大公配下のエアバッハ伯の所領となった。
鉄道が建設され、1870年にダルムシュタットまで、さらに1881年にエーバーバッハまで完成したことは、ミヒェルシュタットに大きな経済的飛躍をもたらした。以前の自作農都市から手工業や商業が発展し、鉄道を背景に重要な工業企業を擁する一大都市に発展した。この都市は経済の新時代を迎えたのである。織工ツンフトと染色工ツンフトは織物会社に発展し、製鉄所から機械製造工場が設立された。象牙細工は、お土産造りや人工樹脂加工業の出発点でもあった。
2007年に、エアバッハ市と合併して2009年に新たなエアバッハ＝ミヒェルシュタット市を設立するという計画が持ち上がった。その狙いは、一つは人口31,000人の重点都市を形成すること、もう一つは経費を節減することであった。しかし両市で行われた住民投票でこの計画は頓挫した。ミヒェルシュタット市民は54.9%が合併計画に反対票を投じた。

## 行政

### 市議会
ミヒェルシュタットの市議会は37議席からなる。

### 市長
市長は、2009年からシュテファン・ケルベルト（無所属）が務めている。

### 姉妹都市
- ルミイ（フランス、オート＝サヴォワ県）
- フルスト（オランダ、ゼーラント州）

### 友好都市
- バート・デュルクハイム（ドイツ、ラインラント＝プファルツ州）

## 文化と見所

### 演劇
- パタト小芸術ビューネ
- ミヒェルシュタット夏の演劇祭、毎年古いワイン蔵で開催される野外演劇祭
- オーデンヴァルト・テアターカレン e.V.、1998年以降毎年様々な劇団や演出家を呼んで公演を行っている。
- ロデオ・クラウンズ、若い旅公演の劇団

### 博物館
- オーデンヴァルトとおもちゃの博物館
- ミヒェルシュタット水車博物館、1420年建造の古い水車
- Dr. I.E.リヒティヒフェルト博物館
- ウルリヒ・ザイデンベルク象牙博物館
- オートバイ博物館

### 建築

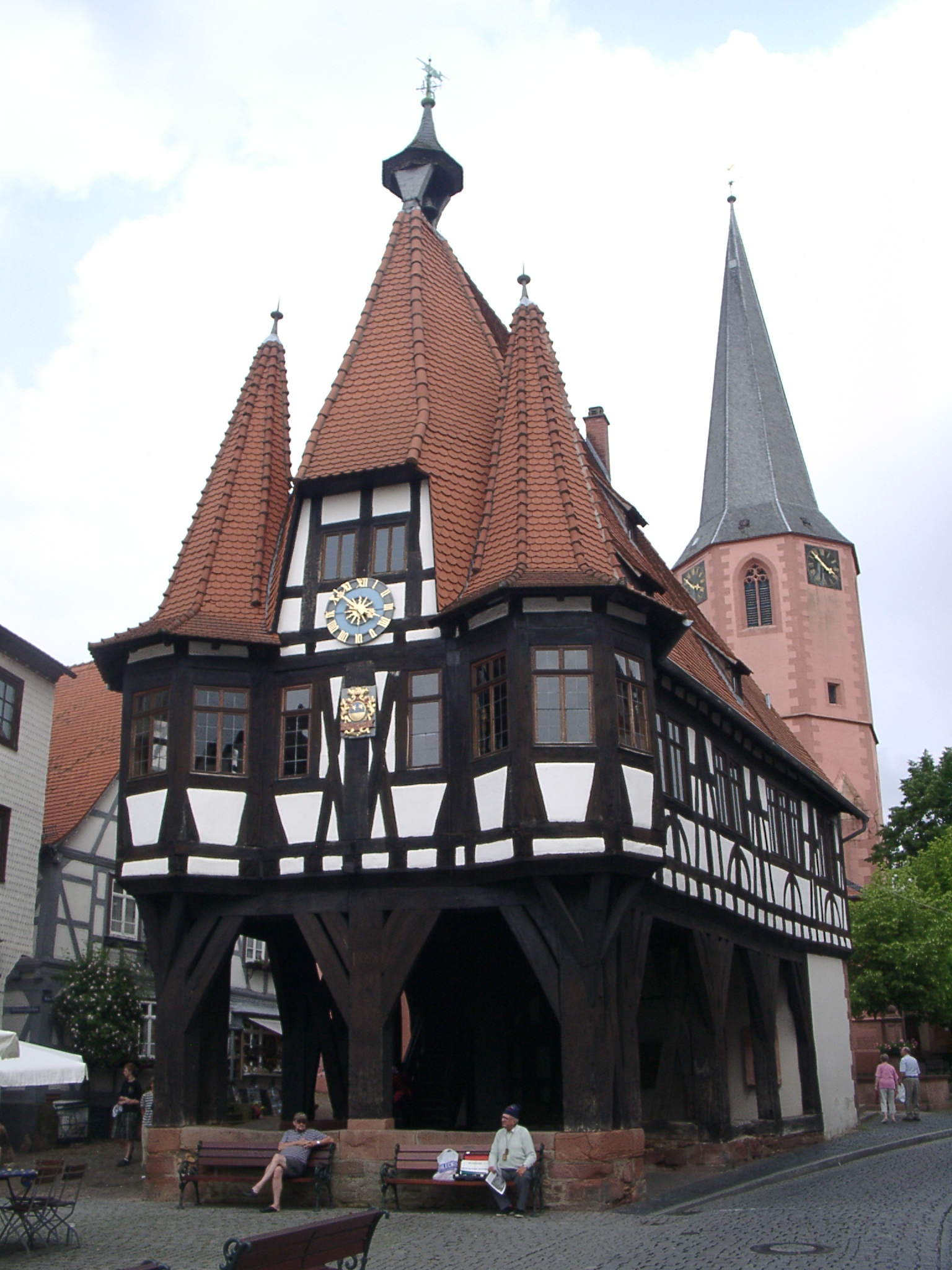
ミヒェルシュタットの象徴的建造物である市庁舎

ミヒェルシュタットは、多くの木組み建築が建ち並ぶ絵に描いたような旧市街を持つ。特記すべきものに以下の建造物がある。かつての市壁内には歴史的市庁舎、市壁のディープス塔（盗賊塔）、ワイン蔵（フランク王国時代の古い基礎の上にルネサンス様式の建物が建つ）があり、その外側では後期ゴシック様式の市教会（15世紀末の建築）、アインハルトのバシリカ、エアバッハ＝フュルシュテナウ伯の城館フュルステナウ城、オイルバッハの狩りの城とそのイギリス式庭園、ネッカー＝オーデンヴァルト・リーメスの一部であるローマ浴場と城がある。

#### 歴史的市庁舎
ドイツ郵便の切手のデザインになったことで世界的に知られるようになったミヒェルシュタットの木組みの市庁舎は、1484年に後期ゴシック様式で建設されたものである。その後何度も内部の改装が行われ、1743年から1903年まではこけら葺きの屋根であった。1階は市場用のホールになっている。裏側（東側）の壁は墓地の壁の一部であった。この1階にスペース上に上層構造が載った形である。今日まで知られていないこの建物の建設者が誰であるかという推測がなされており、シェンク・アドラー・フォン・エアバッハとヴォルムス司教のヨハン・フォン・ダルベルクの名前が挙がっている。

#### ワイン蔵

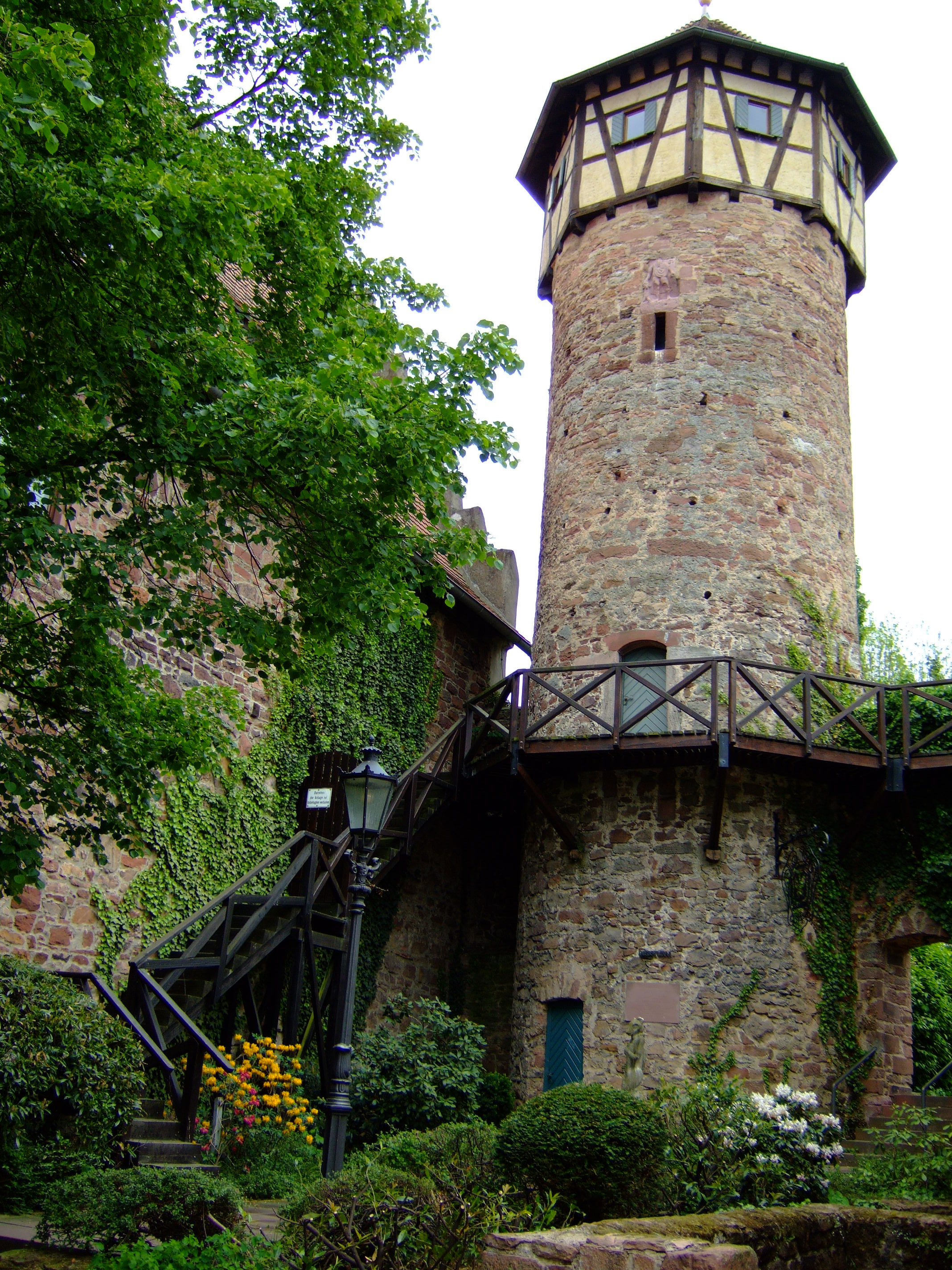
ディープス塔

ワイン蔵は、中世初期のフランク時代の城址上に建てられたルネサンス様式の建物で、ミヒェルシュタットの市壁と一体化している。城自体はローマ時代のオーデンヴァルト・リーメスとマイン・リーメスのそれぞれの城を結ぶ2つのローマ街道の交差点に設けられたローマ時代の入植・交易地に造られていた。隣接する修復されたディープス塔に掲げられた商業の神メルクリウスのトルソはその証拠として重要である。この防衛塔は19世紀の初めまで監獄として用いられ、その後市当局の誤りのためフランク時代の城のベルクフリート（主塔）とされていた。実際のベルクフリートは十分の一税倉庫の北東角に一体化した建物として建てられており、倉庫の雨樋を造る際に取り壊されてしまった。しかしその円形の基礎部分をうかがうことができる。

#### 後期ゴシック様式の市教会
1490年に完成した市教会は、カロリング時代にアインハルトによって建設された木造教会に替えて建てられた石造りの教会である。身廊の列柱や南北の翼廊の壁は1475年に造られた。内陣は1461年に造られたものだが、内陣前の北壁はカロリング時代のままである。1970年代に鐘楼はドイツで最も貴重な図書館の一つとして使われていた。この図書館は、14世紀にミヒェルシュタット出身のシュパイアー聖堂参事会会員ニコラウス・マッツが故郷の街とその市民に遺贈した書籍を含む千冊以上の書物を有していた。やがて図書館は改築されたミヒェルシュタット郵便局の倉庫に収容された。市教会の前身はこの地を水源とするキリアンスフロスという名前の小川の上に設けられたケルト＝ゲルマン初期の霊場で、後のローマ時代にはミトラ教の宗教施設が設けられていた。内包されたキリアンスフロスは洗礼盤の他、街の泉にも水を供給していた。しかし、キリアンスフロスの本当の水源は市街の外にあり、墓地から遠くない場所で地中に一旦消え、市内中心部で再び湧出しているのである。

#### シュタインバッハ地区のアインハルトのバシリカ

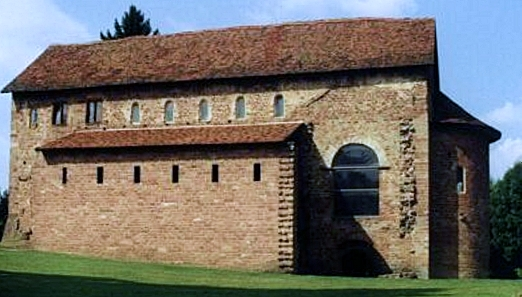
アインハルトのバシリカ

アインハルトのバシリカは、カール大帝の年代記作者で腹心の部下であったアインハルトによって建設された。824年から827年に建てられたこのカロリング朝の教会は、大部分がカロリング時代のまま保存された数少ない建築例の一つである。アインハルトの依頼を承けて公証人のライトライクがローマで盗み出した殉教者ペテロと殉教者マルケリヌスの聖遺物をこのバシリカの地下聖堂に納めて以後、従者が悪夢に悩まされ、血まみれの骨が現れるといった事件があり、凶兆と判断したアインハルトは妻のエンマとともに居館を移り、聖遺物はオーバー＝ムリンハイム・アム・マイン（現在のゼーリゲンハイム）に移された。オーバー＝ムリンハイム・アム・マインには新しい大きなバシリカが建てられ、巡礼地になっている。一説には盗まれた聖遺物はローマからサン＝モーリス（ヴァレー州）まで隠して運ばれ、ここからミヒェルシュタットまでは巡礼者が歓声を上げながら運んだとされる。シュタインバッハのバシリカは何度も改築や増築がなされ、病院に転用されたりした後、17世紀からは納屋として使われていた。カロリング朝時代の建物であることが再発見された後、1873年のバシリカの初期部分についての調査と保全が開始された。
アインハルトのバシリカは1967年までエアバッハ＝フュルステナウ伯の所有であったが、現在はヘッセン州の所有物である。

#### シュタインバッハ地区のエアバッハ＝フュルステナウ伯の城館

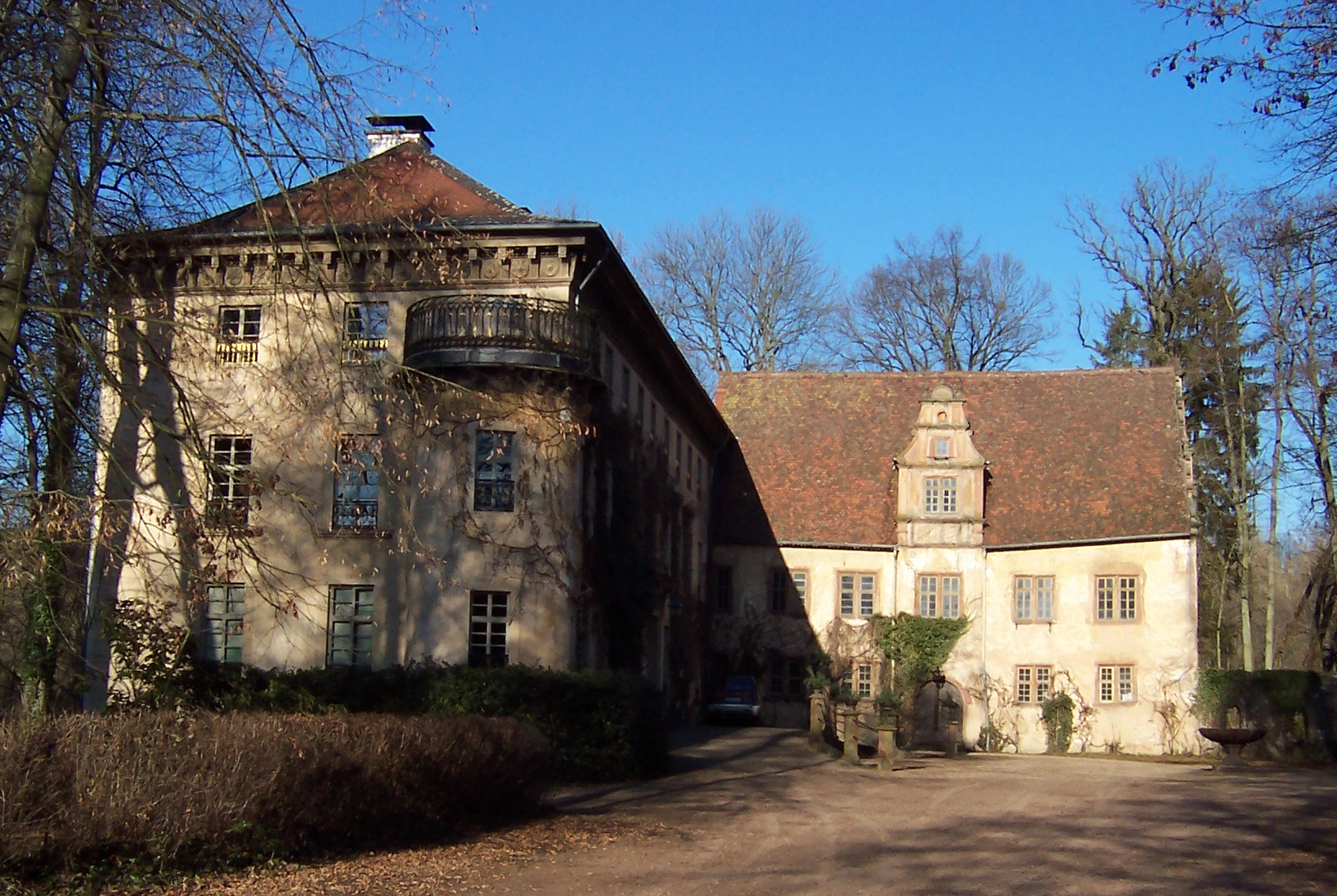
エアバッハ＝フュルステナウ伯の城館。画面左手が「新宮殿」

この町に遺る城を巡ると、様々な建築様式が一望でき見応えがある。北西の古いマインツ選帝侯の境界防衛施設や水城（1300年頃）からゴシック時代の石工の仕事場であるストラスブール聖堂の石切場を通り、シュタインバッハに至る。水城西側の2本の隅塔の間にあるルネサンス様式の巨大なアーチ門から中庭を通して旧城内庭園が開けている。かつて貨幣鋳造所であったルネサンス様式の水車小屋や、ミュムリング川沿いには優美なバロック様式の騎士の館がある。水城の西側は古典主義様式の居住翼「新宮殿」（1810年から1811年）や全く近代的なイギリス式庭園である城内庭園には後期バロック様式のオランジュリがある。オランジュリの上層は小さな城内劇場になっている。
フュルステナウ城は現在もエアバッハ＝フュルステナウ伯家のHauschefであり、その家族が住んでいる。かつてのマインツ選帝侯の防衛施設は1355年からエアバッハ家の所有となった。城を外から見学することは昼間であれば可能である。

#### ローマ浴場と城

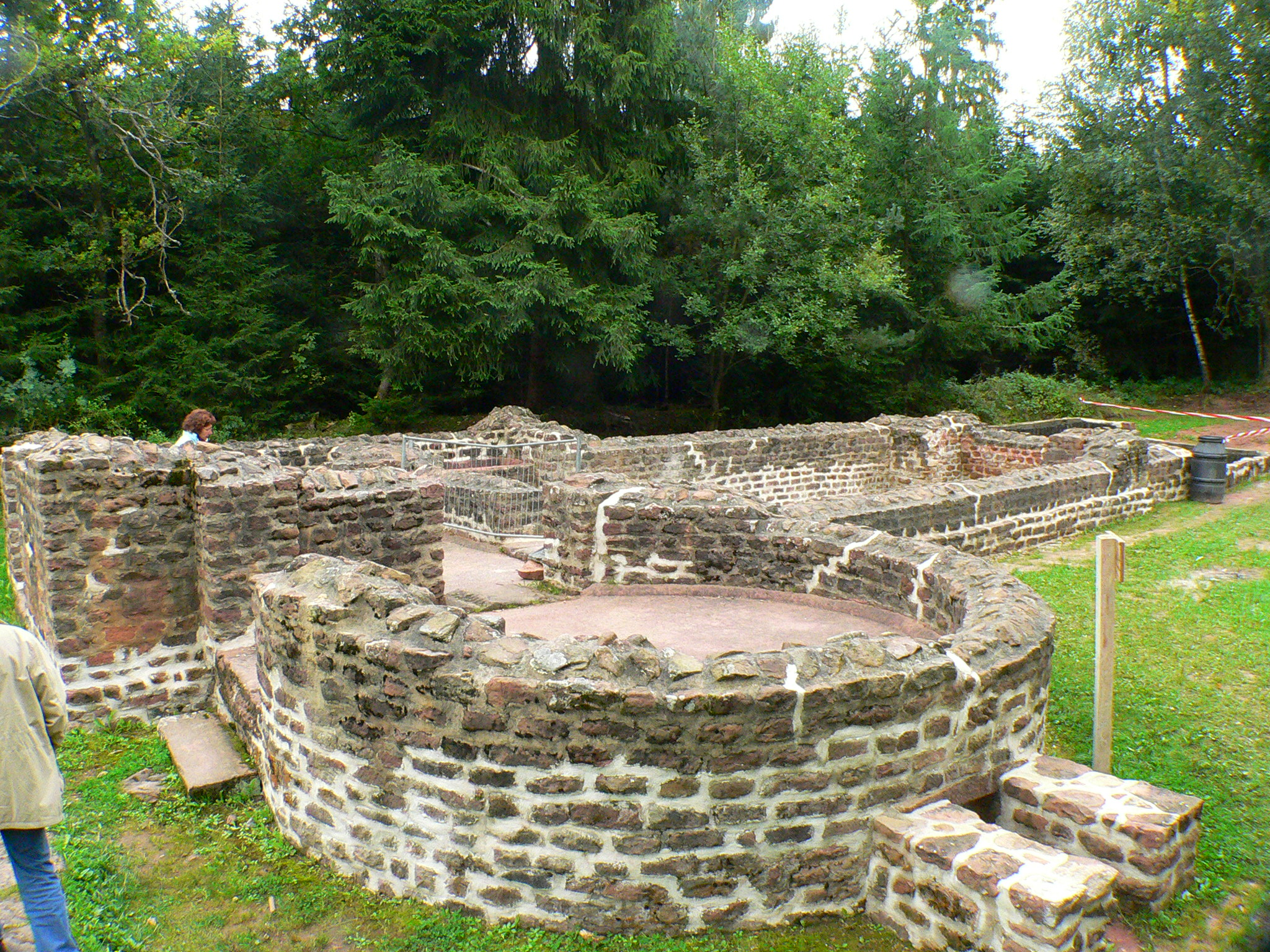
ヴュルツベルク城趾のローマ浴場跡

ヴュルツベルク地区のすぐ近くの森林伐採地にローマ時代のヴュルツベルク城趾がある。この城はネッカー＝オーデンヴァルト・リーメスの一部として紀元100年頃に建設され、国境がさらに東へ移動するまでの約60年間使用された。この城については基礎壁から概略がわかっているだけである。これに対して隣接する小さなローマ浴場は修復されている。地面は当時の位置まで掘り下げられ、高さ1mほどの壁が建っている。小さな規模の浴場ではあるが、約120人の城の駐留兵だけで造営されたものである。ローマ浴場の構造はよく解っている。
フィールブロンから遠くない所にレーヴェンシュタイン＝ヴェルトハイム＝ローゼンベルク侯家のかつての狩りの城がある。やはりリーメスの一部であるハインハウス城趾も見られる。さらにミヒェルシュタット地区の東端にオイルバッハ城と、その近くにオイルバッハ庭園がある。この庭園は19世紀初めの同名の狩りの城に附属した庭園に由来するイギリス式庭園で、鳥獣園を併設している。

#### その他の建築
- ヴュルツベルク送信塔
- ESOC-Bodenstation ミヒェルバッハ

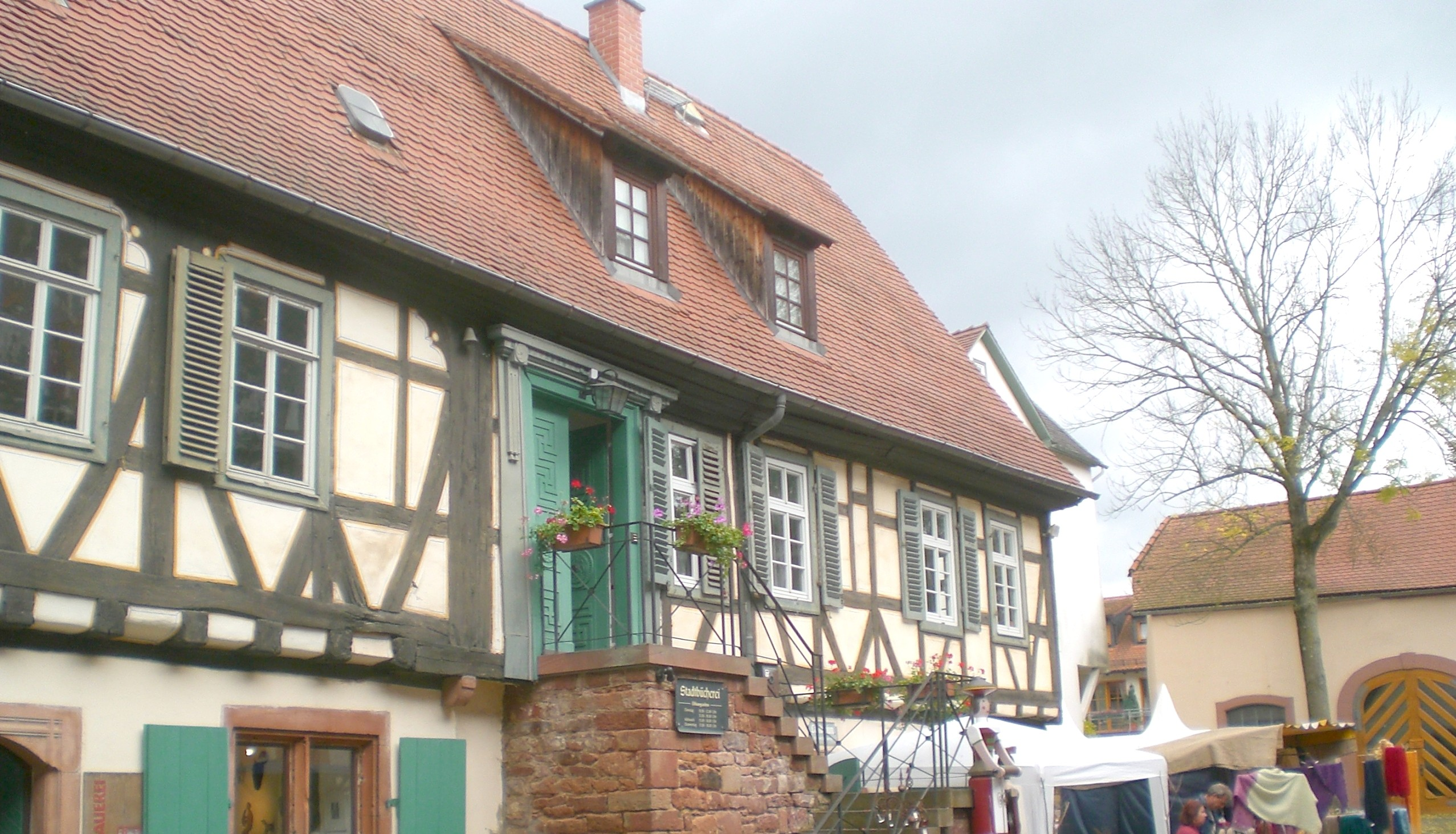
ワイン蔵
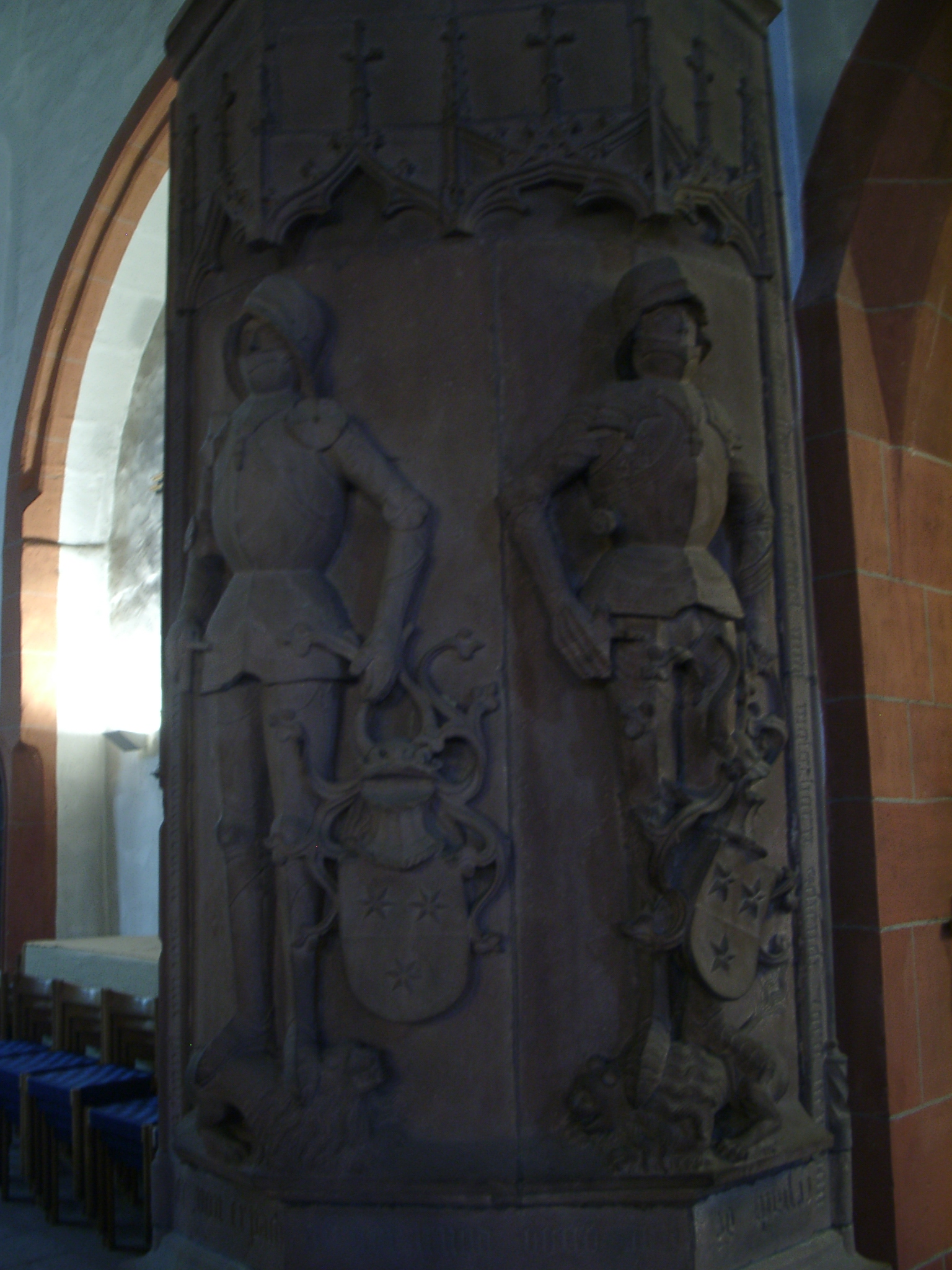
ミヒェルシュタット市教会の柱
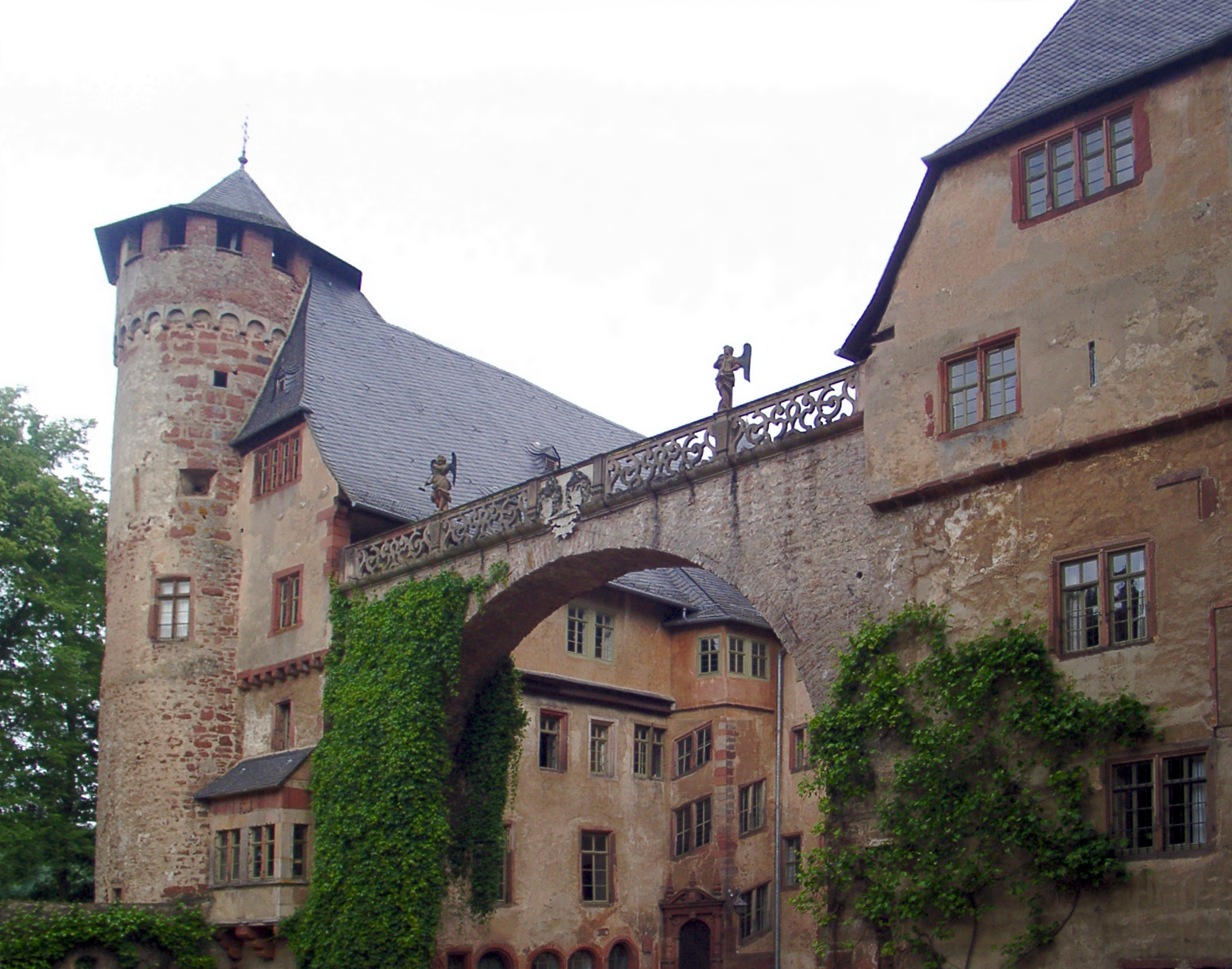
エアバッハ＝フュルステナウ伯の城のアーチ門
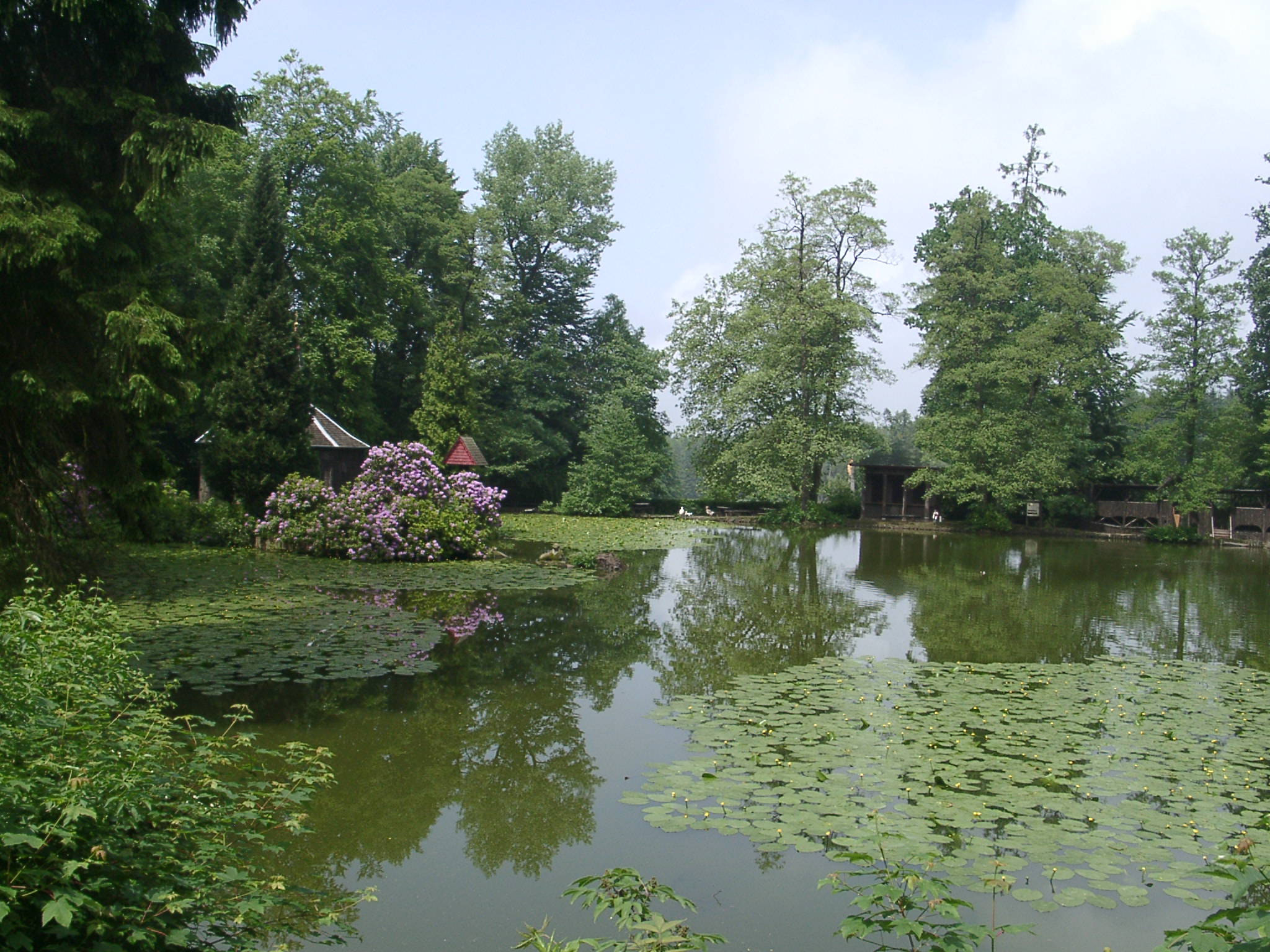
オイルバッハ城の庭園

### 年中行事

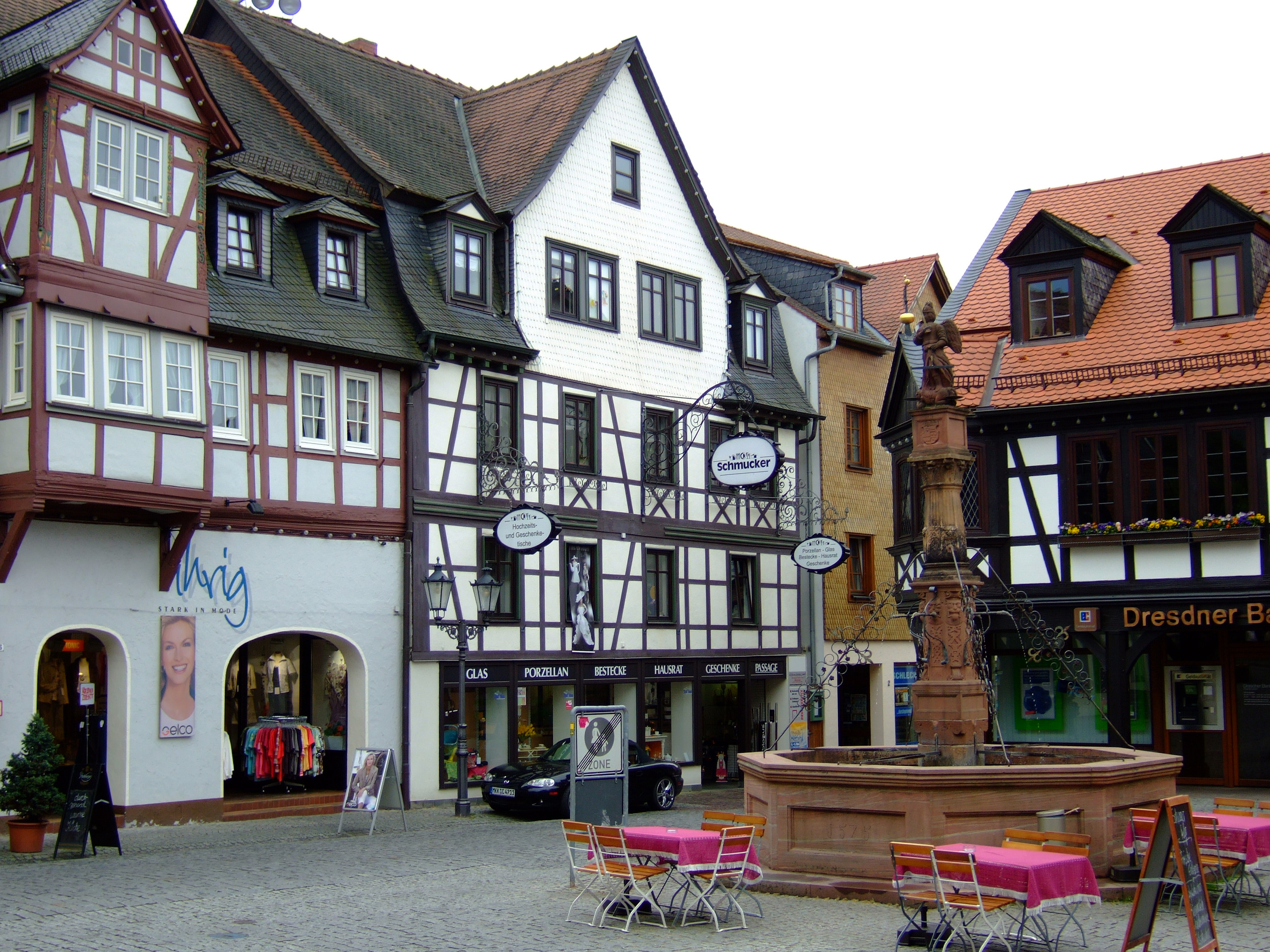
ミヒェルシュタットのマルクト広場

- ミヒェルシュタットの蜜蜂市 — 1954年以降毎年聖霊降臨祭に開催される。
- 音楽の夜 — 毎年7月に旧市街で行われる様々なコンサート活動が行われる。
- ミヒェルシュタットの夏の演劇祭 — 2003年から毎年開かれている野外演劇祭である。
- 教会開基祭とヴァインブルンネンフェスト
- ナイトグルーヴ — 11月最初の土曜日、たくさんのバンドが酒場やレストランで演奏を行う。
- ミヒェルシュタットのクリスマス市 — 第1アドベント前の金曜日から第4アドベントまで、平日は13:00 - 20:00、週末は11:00 - 20:00。

## 経済と社会資本

### 交通
ミヒェルシュタットで連邦道B45号線とB47号線が交差する。前者はフランクフルト・アム・マインとアウクスブルク、後者はヴォルムスとヴュルツブルクをそれぞれ結ぶ、いずれも古い交易路であった。
この都市には、オーデンヴァルト鉄道（エーバーバッハ - エアバッハ - ダルムシュタット - フランクフルト / ハーナウ）の駅がある。この駅はVIAS GmbHのレギオナルバーン、シュタットエクスプレス、レギオナルエクスプレスの列車が停車する。
これに加えてミヒェルシュタットには特殊飛行場のミヒェルシュタット飛行場がある。市街地の西約2kmにあり、サークルが利用している。

### 教育
ミヒェルシュタットには基礎課程学校が4校、実科・本課程学校が1校と、ギムナジウム・ミヒェルシュタット、オーデンヴァルト郡立職業学校がある。郡立職業学校は職業学校、職業専門学校、職業ギムナジウムを包含したもので、現在の名称は「BSO - オイローパシューレ」である。

## 人物

### 出身者
- レベッカ・ホーン（1944年 - ）芸術家。
- ジェシカ・シュヴァルツ（1977年 - ）モデル、女優。